# Amblychaeturichthys hexanema
Amblychaeturichthys hexanema é uma espécie de peixe da família Gobiidae e da ordem Perciformes.

## Predadores
Na China sofre predação por Cynoglossus semilaevis e Paralichthys olivaceus, na Coreia por Lophius litulon, e em Hong Kong por Saurida elongata e Platycephalus indicus.

## Habitat
É um peixe marítimo, de clima temperado e demersal.

## Distribuição geográfica
É encontrado na China, Coreia e Japão.

## Observações
É inofensivo para os humanos.